# Säker cykel
Säker cykel innebär att den svenska polisen reser runt i grundskolorna i Sverige, oftast årskurs 4-5, och sätter dekaler på barns cyklar varje år om cykeln uppfyller det aktuella årets säkerhetskrav, till exempel Säker cykel 1992. Barnen undervisas även i hur en säker cykel skall vara utrustad. Runt 2004 hade besöken, på grund av Stockholmspolisens ekonomiska svårigheter, upphört i flera svenska kommuner, exempelvis Stockholm och Lidingö.

### Fotnoter
1. ↑  Ann Persson (12 juni 2004). ”Polisen slutar med skolbesök”. Dagens nyheter. http://www.dn.se/sthlm/polisen-slutar-med-skolbesok/. Läst 2 april 2016.